# Love Nature
Love Nature es un canal de televisión por suscripción, con sede en la ciudad de Toronto en Canadá. El canal transmite documentales y series de televisión, relacionados con la vida silvestre y la naturaleza.
Las operaciones canadienses del canal, son propiedad exclusiva de Blue Ant Media, mientras que las operaciones internacionales, son propiedad conjunta de Blue Ant Media, Rock Entertainment Holdings y Smithsonian Networks.

## Historia

### Como Oasis HD
En agosto de 2005, John S. Panikkar (cofundador del propietario original del canal, HDTV de alta fidelidad), recibió una licencia de la Comisión Canadiense de Radio, Televisión y Telecomunicaciones (CRTC) para lanzar Oasis HD, descrito como "una categoría 2 nacional en idioma inglés, proyecto de programación especializada de alta definición... que presenta paisajes urbanos y salvajes de cineastas canadienses e internacionales".
El canal fue lanzado en Canadá, el 12 de marzo de 2006 como Oasis HD, centrado en la programación de vida silvestre y naturaleza, similar a su formato actual.
El 21 de diciembre de 2011, High Fidelity HDTV anunció que había llegado a un acuerdo para que Blue Ant Media la comprara en su totalidad. Si bien inicialmente compró el 29,9% de la empresa, el 70,1% restante se compraría una vez que lo apruebe la CRTC.

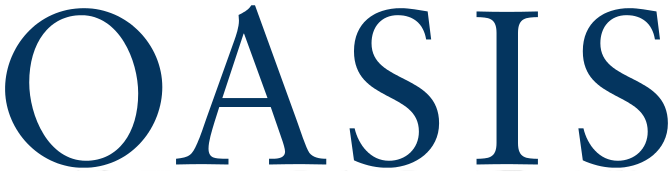
Logo como Oasis de 2014 a 2015.

En el verano de 2014, el canal eliminó el apodo de "HD" y fue renombrado como Oasis con un logotipo revisado y un nuevo sitio web.
El 19 de enero de 2015, Oasis se renombró nuevamente, esta vez como Love Nature. El cambio de marca coincidió con un anuncio de Blue Ant Media de que planeaba producir 200 horas de programación sobre la naturaleza al año en 4K Ultra HD.
Makeful reemplazó a BiteTV, el 24 de agosto de 2015 y se convirtió en una estación hermana de Makeful, al igual que con otros canales de Blue Ant.

### Expansión internacional
El 14 de julio de 2008, los entonces propietarios High Fidelity HDTV anunciaron que habían llegado a un acuerdo con Cameron Thomson Group para distribuir Oasis HD en toda Europa. Aunque el canal no fue lanzado internacionalmente como estaba previsto.
El 14 de diciembre de 2015, Blue Ant Media y Smithsonian Networks anunciaron conjuntamente que se asociarían en una nueva empresa conjunta llamada Blue Skye Entertainment, con la nueva compañía enfocándose en desarrollar y distribuir programación de naturaleza y vida silvestre 4K Ultra HD a nivel mundial a través de SVOD y servicios de televisión lineal bajo la marca Love Nature y el servicio de transmisión independiente de Smithsonian Network, Smithsonian Earth. El primer lanzamiento de producto de la nueva compañía se produjo con el lanzamiento del servicio de transmisión SVOD Love Nature, que se lanzó en 32 países en febrero de 2016.
El primer acuerdo internacional de distribución de televisión lineal del canal se firmó con StarHub TV en Singapur en noviembre de 2016.
El canal fue lanzado en Virgin Media en los canales 293 y 294 en el Reino Unido el 21 de julio de 2018.
El canal se lanzó en Ziggo en el canal 205 en los Países Bajos el 1 de febrero de 2019.
El canal fue lanzado en MyTV SUPER en los canales 402 y 403 en Hong Kong el 11 de marzo de 2019, disponible en formatos HD y 4K.
El canal fue lanzado en Unifi TV en el canal 502 en Malasia y el canal 746 en los Estados Unidos el 15 de enero de 2020, disponible en formatos HD y 4K.
El canal fue lanzado en AIS Play en el canal 505 en Tailandia el 1 de agosto de 2020, disponible en formatos HD y 4K.
El canal fue lanzado en Cignal TV y SkyCable en el Canal 203 y el Canal 266 en Filipinas el 28 de febrero de 2022 y pronto estará disponible en formatos de HD.
El canal fue lanzado en Latinoamérica, el 1 de abril de 2022, haciendo su primera parada en Chile, llegando a los cableoperadores chilenos VTR, Movistar, Claro, Gtd, Telsur, Mundo TV e Inet Americas.